# Chicago Film Critics Association Awards 2016
La cerimonia di premiazione della 29ª edizione dei Chicago Film Critics Association Awards si è tenuta a Chicago, Illinois, il 15 dicembre 2016, per premiare i migliori film prodotti nel corso dell'anno. Le candidature sono state annunciate il 11 dicembre 2016.

## Vincitori e candidati
I vincitori sono indicati in grassetto.

### Miglior film
- Moonlight, regia di Barry Jenkins
- La La Land, regia di Damien Chazelle
- Jackie, regia di Pablo Larraín
- Manchester by the Sea, regia di Kenneth Lonergan
- Mademoiselle (아가씨), regia di Park Chan-wook

### Miglior attore
- Casey Affleck - Manchester by the Sea
- Adam Driver - Paterson
- Joel Edgerton - Loving - L'amore deve nascere libero (Loving)
- Colin Farrell - The Lobster
- Denzel Washington - Barriere (Fences)

### Migliore attrice
- Natalie Portman - Jackie
- Amy Adams - Arrival
- Rebecca Hall - Christine
- Isabelle Huppert - Elle
- Emma Stone - La La Land

### Miglior attore non protagonista
- Mahershala Ali - Moonlight
- Michael Shannon - Animali notturni (Nocturnal Animals)
- Trevante Rhodes - Moonlight
- Lucas Hedges - Manchester by the Sea
- Ben Foster - Hell or High Water
- Alden Ehrenreich - Ave, Cesare! (Hail, Caesar!)

### Migliore attrice non protagonista
- Michelle Williams - Manchester by the Sea
- Viola Davis - Barriere (Fences)
- Naomie Harris - Moonlight
- Janelle Monáe - Il diritto di contare (Hidden Figures)
- Lily Gladstone - Certain Women

### Miglior regista
- Barry Jenkins - Moonlight
- Damien Chazelle - La La Land
- Pablo Larraín - Jackie
- Kenneth Lonergan - Manchester by the Sea
- Park Chan-wook - Mademoiselle (아가씨)

### Miglior fotografia
- Linus Sandgren - La La Land
- James Laxton - Moonlight
- Rodrigo Prieto - Silence
- Chung-hoon Chung - Mademoiselle (아가씨)
- Stéphane Fontaine - Jackie

### Miglior direzione artistica
- Mademoiselle (아가씨)
- Jackie
- La La Land
- The Neon Demon
- The Witch

### Miglior montaggio
- Tom Cross - La La Land
- Nels Bangerter - Cameraperson
- Sebastián Sepúlveda - Jackie
- Jennifer Lame - Manchester by the Sea
- Joi McMillon e Nat Sanders - Moonlight

### Miglior colonna sonora originale
- Mica Levi - Jackie
- Justin Hurwitz - La La Land
- Nicholas Britell - Moonlight
- Cliff Martinez - The Neon Demon
- Jóhann Jóhannsson - Arrival

### Migliore sceneggiatura originale
- Kenneth Lonergan - Manchester by the Sea
- Yorgos Lanthimos e Euthymīs Filippou - The Lobster
- Taylor Sheridan - Hell or High Water
- Barry Jenkins - Moonlight
- Noah Oppenheim - Jackie

### Migliore sceneggiatura non originale
- Seo-Kyung Chung e Chan-wook Park - Mademoiselle (아가씨)
- Eric Heisserer - Arrival
- David Birke - Elle
- Whit Stillman - Amore e inganni (Love & Friendship)
- Jay Cocks e Martin Scorsese - Silence

### Miglior film d'animazione
- Kubo e la spada magica (Kubo and the Two Strings), regia di Travis Knight
- Oceania (Moana), regia di Ron Clements e John Musker
- La tartaruga rossa (La tortue rouge), regia di Michaël Dudok de Wit
- Tower, regia di Keith Maitland
- Zootropolis (Zootopia), regia di Byron Howard e Rich Moore

### Miglior film documentario
- O.J.: Made in America, regia di Ezra Edelman
- Weiner, regia di Josh Kriegman e Elyse Steinberg
- Cameraperson, regia di Kirsten Johnson
- Life, Animated, regia di Roger Ross Williams
- Tower, regia di Keith Maitland

### Miglior film in lingua straniera
- Mademoiselle (아가씨), regia di Park Chan-wook (Corea del Sud)
- Elle, regia di Paul Verhoeven (Francia/Belgio/Germania)
- Julieta, regia di Pedro Almodóvar (Spagna)
- Neruda, regia di Pablo Larraín (Argentina/Cile/Spagna/Francia)
- Vi presento Toni Erdmann (Toni Erdmann), regia di Maren Ade (Germania/Austria)

### Miglior regista rivelazione
- Robert Eggers - The Witch
- Kelly Fremon Craig - 17 anni (e come uscirne vivi) (The Edge of Seventeen)
- Anna Rose Holmer - The Fits
- Travis Knight - Kubo e la spada magica (Kubo and the Two Strings)
- Trey Edward Shults - Krisha

### Miglior performance rivelazione
- Lucas Hedges - Manchester by the Sea
- Lily Gladstone - Certain Women
- Royalty Hightower - The Fits
- Janelle Monáe - Il diritto di contare (Hidden Figures) e Moonlight
- Trevante Rhodes - Moonlight